# Sakis Rouvas
Anastasios 'Sakis' Rouvas (Grieks: Αναστάσιος 'Σάκης' Ρουβάς) (Korfoe, 5 januari 1972) is een Grieks zanger en atleet.

## Biografie
Tijdens zijn carrière als atleet heeft hij Griekenland vertegenwoordigd bij het polsstokhoogspringen. Hij stopte met atletiek om een muzikale loopbaan te beginnen.
Zijn muzikale carrière begon in 1991 op het Thessaloniki Song Festival met het nummer Parta. Op de Hellenic Music Awards won hij verschillende prijzen zoals Beste nieuwe zanger, Beste liedje en Beste performance.
Hij speelde ook een rol in verzoeningspogingen met Turkije. In 1997 stond hij op het podium in Cyprus samen met de Turkse zanger Burak Kut, hiervoor kreeg hij de International Abdi Ipekci Prize voor begrip en medewerking.
In 2004 werd hij rechtstreeks door omroep ERT aangeduid om Griekenland te vertegenwoordigen op het Eurovisiesongfestival in Istanboel. Rouvas moest eerst langs de halve finale, men had goed naar Marie N en Sertab Erener gekeken (de vorige winnaressen) en wisten dat de act ook heel belangrijk was. Tijdens het liedje trok hij de kleren van zijn danseressen uit, waardoor die nog maar een klein deel van hun lichaam bedekt hadden. De danseressen trokken op hun beurt het jasje uit van Rouvas. De act werkte en Griekenland werd zowel in de halve finale als in de finale derde, tot dan toe het beste Griekse resultaat (samen met Antique in 2001). Nikos Terzis en Nektarios Tyrakis schreven en componeerde voor het Eurovisiesongfestival 2004 het liedje Shake it, waarmee Rouvas dus als derde eindigde voor Griekenland.
In 2005 werd hij aangespoord om zijn land opnieuw te vertegenwoordigen maar hij bedankte voor de eer. Helena Paparizou ging in zijn plaats en haalde de overwinning voor de eerste keer naar Griekenland. Eind 2005 werd bekend dat Rouvas het Songfestival zou gaan presenteren.
Rouvas is een van de populairste Griekse zangers ooit, met schreeuwende fans op concerten. Er werd al veel gedebatteerd over zijn seksuele geaardheid, velen denken dat hij homoseksueel is. In een interview met een Frans tijdschrift nam de journalist aan dat hij homo was en stelde ook vragen daaromtrent maar dat schoot bij Rouvas in het verkeerde keelgat. Op het songfestival in Istanboel getuigden enkele vrouwelijke deelnemers dat Rouvas een echte 'playboy' was en zeker geen homo.
Op 2 november 2008 werd Sakis vader van een gezond dochtertje. De moeder van de baby is Grieks topmodel Katia Zygouli, met wie Rouvas in de zomer van 2008 is getrouwd.
Op het Eurovisiesongfestival 2009 vertegenwoordigde hij Griekenland opnieuw met het liedje This is Our Night. In de finale op 16 mei eindigde Griekenland op de zevende plaats.
In 2009 Maakte hij een thriller-film Duress. Deze film boekte veel succes. Hij presenteerde ook X-factor, een populair tv-programma in Griekenland. Hij kreeg ook nog verschillende prijzen, waaronder de MAD Awards.